# Tembi Locke

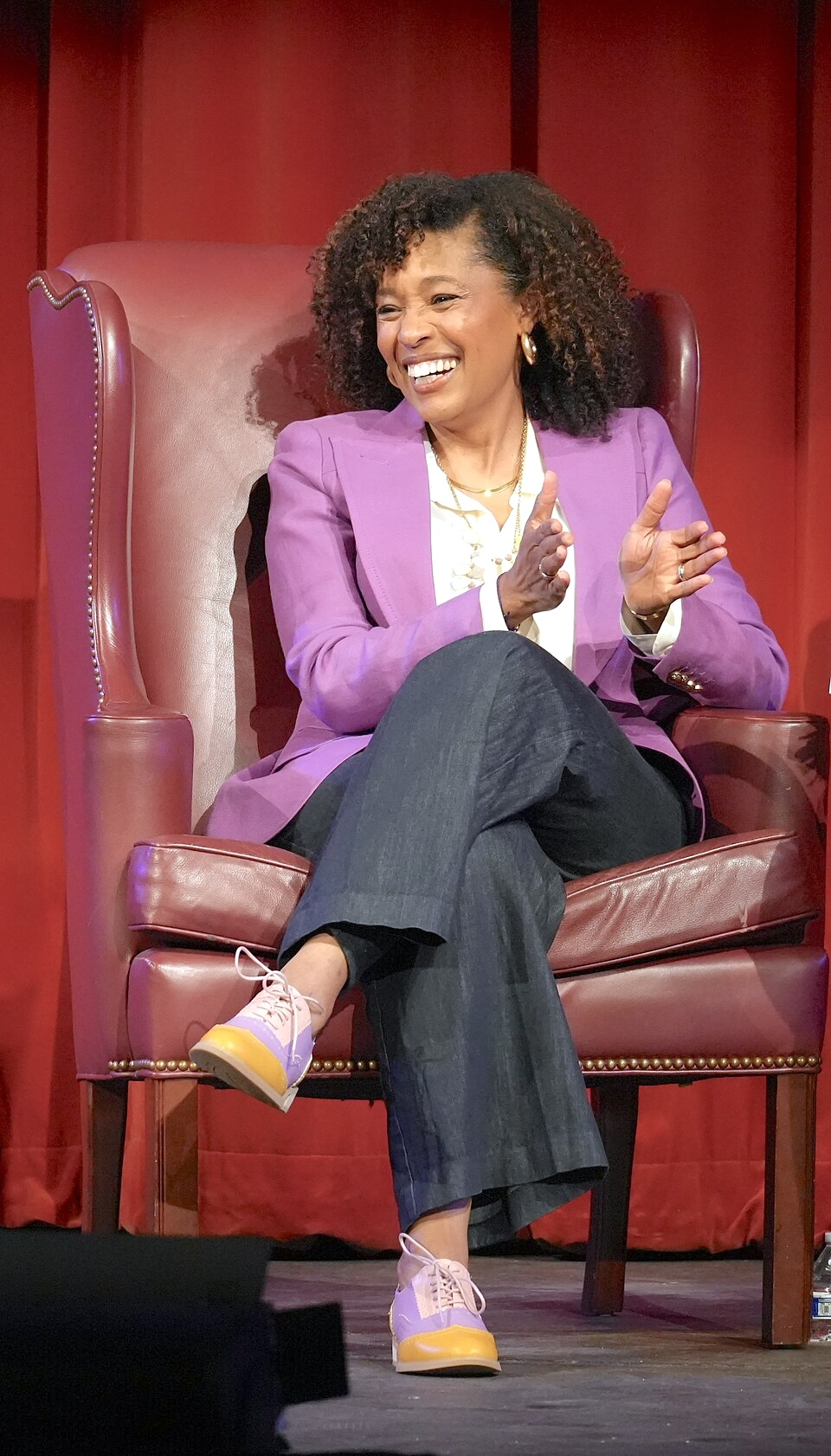
Tembi Locke (2025)

Tembi Locke (* 26. Juli 1970 als Tembekile Locke) ist eine US-amerikanische Schauspielerin.

## Leben
Locke studierte an der Wesleyan University in Connecticut. Sie hatte ihr Fernsehdebüt 1994 in der Sitcom Der Prinz von Bel-Air. In der Folge hatte sie wiederkehrende Gastrollen in Beverly Hills, 90210 und Ein schrecklich nettes Haus. Von 1999 bis 2000 war sie als Dr. Diana Davis in der Science-Fiction-Serie Sliders – Das Tor in eine fremde Dimension zu sehen. In den letzten beiden Staffeln der Serie Eureka – Die geheime Stadt spielte sie Grace Monroe.
Neben ihren Fernsehauftritten war sie gelegentlich auch in Spielfilmen zu sehen, darunter 2014 in der Jim-Carrey-Komödie Dumm und Dümmehr. Ihr Schaffen umfasst rund 50 Produktionen für Film und Fernsehen.

## Filmografie (Auswahl)

### Fernsehen
- 1994: Der Prinz von Bel-Air  (The Fresh Prince of Bel-Air)
- 1995–1996: Beverly Hills, 90210
- 1996: Ein schrecklich nettes Haus (In the House)
- 1999: Friends
- 1999–2000: Sliders – Das Tor in eine fremde Dimension (Sliders)
- 2001–2002: Raising Dad – Wer erzieht wen? (Raising Dad)
- 2003: Ein Hauch von Himmel (Touched By An Angel)
- 2006: CSI: NY
- 2009: The Mentalist
- 2010: Bones – Die Knochenjägerin (Bones)
- 2010–2012: Eureka – Die geheime Stadt (Eureka)
- 2012: Castle
- 2014: Navy CIS
- 2015–2016: The Magicians
- 2017: Doubt
- 2017: S.W.A.T.
- 2017–2018: Navy CIS: L.A.
- 2018: Into the Dark

### Film
- 1997: Steel Man
- 2011: Bucky Larson: Born to Be a Star
- 2014: Dumm und Dümmehr (Dumb and Dumber To)
- 2018: Collusions
- 2019: The Obituary of Tunde Johnson